# Московский авиационный узел
Московский авиационный узел, МАУ (ИАТА: MOW) — система аэропортов Москвы и Московской области. Основными его элементами являются международные аэропорты:
- Внуково (находится к югу за пределами МКАД в районе Внуково Новомосковского административного округа Москвы), обслуживает главным образом рейсы по России, низкобюджетные и чартерные рейсы авиакомпаний группы «Аэрофлот» (но не рейсы самого «Аэрофлота»), а также некоторые международные рейсы в пределах Европы и СНГ.
- Домодедово (расположен на территории Московской области к югу от Москвы), обслуживает регулярные рейсы по России, также в Европу, Азию и Африку и является вторым по величине пассажиропотока российским аэропортом после Шереметьева, является московским хабом глобального альянса Oneworld и, в частности, второй по величине пассажиропотока авиакомпании России — S7 Airlines.
- Шереметьево (расположен на территории Московской области к северо-западу от Москвы), обслуживает рейсы первой по величине пассажиропотока авиакомпании России — Аэрофлота, а также участников альянса SkyTeam и некоторых других авиакомпаний по всему миру. Шереметьево — единственный аэропорт России, регулярно обслуживающий трансатлантические рейсы.
- Жуковский (расположен на территории Московской области к востоку от Москвы), в основном обслуживает рейсы в страны СНГ.

Вспомогательную роль играют также:
- международный аэропорт Остафьево (находится к югу за пределами МКАД, административно относится к поселению Рязановскому Новомосковского административного округа Москвы, рядом с поселением Щербинка того же округа, а также районом Южное Бутово Юго-Западного административного округа),
- аэропорт Чкаловский, расположенный на территории Московской области к востоку от Москвы, который официально объявлен международным, но международных гражданских рейсов пока не осуществляет[1].

Московский авиационный узел играет важнейшую роль для воздушного транспорта России и СНГ. Обслужив в 2012 году 64 млн пассажиров, и 89,2 млн в 2017 году, узел является третьим по загруженности авиационным хабом в Европе (после Лондонского и Парижского) и входит в десятку самых загруженных в мире.

## История

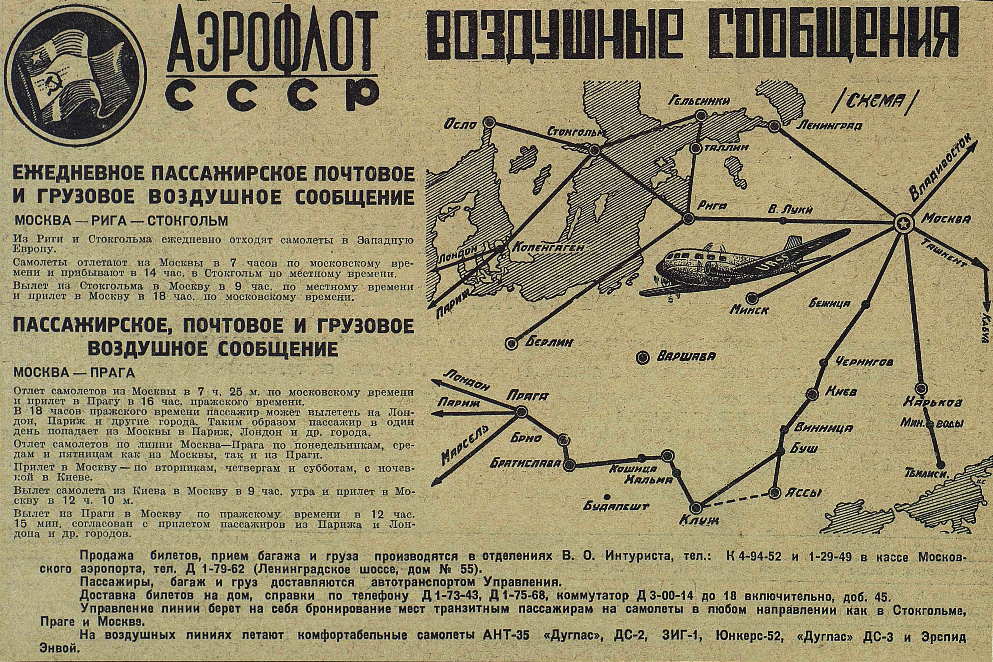
Реклама Аэрофлот СССР Воздушные сообщения, в журнале «Огонёк», 1937 год.

### Советский период
Первый аэродром в Москве был создан на Ходынском поле в 1910 году, в 1926 он был назван Центральным аэродромом им. М. В. Фрунзе. Он использовался для выполнения испытательных полётов, тренировки пилотов и так далее, а также стал первым аэропортом Москвы: первые регулярные пассажирские международные авиарейсы в СССР начали совершаться с этого аэродрома в 1922 году в Кёнигсберг, а с 1923 года выполнялись внутрисоюзные рейсы в Нижний Новгород.
С увеличением объёмов авиаперевозок в 1930-х годах началось строительство и оборудование новых аэропортов в Быкове (1933), Тушине (1935) и Внукове (строительство с 1937, эксплуатация с 1941).
В 1931 году на Центральном аэродроме было открыто первое в СССР здание аэровокзала, а касса Московского аэропорта, размещалась по почтовому адресу: Ленинградское шоссе, дом № 55, телефон Д 1-79-62; в 1936 году аэродром был реконструирован (в период реконструкции авиарейсы выполнялись из нового московского аэропорта Быково), а в 1938 году к аэропорту была подведена линия метро с одноимённой станцией.
С 1923 года по 1970 год на месте нынешнего Филёвского бульвара существовал заводской аэродром ГКПНЦ им. Хруничева (вначале 22-го, потом 23-го завода, потом ЗИХ). В том же районе, на Москве-реке, находился и гидроаэродром.
В годы Великой Отечественной войны аэропорты были переведены на обслуживание нужд вооружённых сил, после войны снова преобразованы в гражданские.
В 1947—1948 годах большая часть авиарейсов была переведена с Центрального аэродрома в аэропорты Быково и Внуково. Кроме того, во второй половине 1940-х годов регулярные почтово-пассажирские и грузо-пассажирские авиарейсы выполнялись с аэродромов Остафьево и Люберцы (Жулебино).
Бурное развитие авиаперевозок во второй половине 1950-х и появление новых пассажирских лайнеров (в том числе реактивных) потребовало увеличения пропускной способности московского авиаузла — в ближних пригородах были открыты два новых аэропорта, Шереметьево (1959) и Домодедово (1964).
К Олимпийским играм 1980 года в аэропорту Шереметьево был открыт новый международный терминал.
В советское время между московскими аэропортами существовала четкая специализация:
- из «Шереметьево» выполнялись международные рейсы и внутренние рейсы в северном, северо-западном и западном (Белоруссия, Прибалтика) направлениях, причём внутренних рейсов было гораздо меньше, чем международных, аэропорт также являлся связующим звеном между Москвой и Ленинградом;
- из «Внуково» выполнялись рейсы на Украину, в Молдавию, южные курорты и в республики Закавказья, некоторые рейсы в Сибирь и на Дальний Восток, выполнявшиеся на самолётах типа Ту-154 и Ил-86 (во «Внуково» был свой парк самолётов данных типов), обеспечивавшие удобный транзит жителей восточных регионов на южные курорты, также здесь базировался правительственный авиаотряд;
- из «Домодедово» осуществлялись полёты в восточную часть страны — в Поволжье, Урал, Сибирь и Дальний Восток, а также в Среднюю Азию, из-за чего аэропорт получил прозвище «летающей провинции», так как почти все рейсы, за исключением дальних, выполнявшихся на самолетах Ил-62, осуществлялись региональными авиаотрядами (у аэропорта не было своих ближне- и среднемагистральных самолётов, все самолёты типов Ту-134, Ту-154, Ил-86 и Як-42, садившиеся в Домодедове, были из регионов);
- «Быково» специализировалось на региональных авиаперевозках в пределах европейской части РСФСР[5].

### Постсоветский период
В 1990-е годы, в связи с резким сокращением объёма авиаперевозок (особенно, внутренних), загрузка всех аэропортов снизилась. Находившиеся в черте города аэропорты в Тушине и на Ходынском поле перестали выполнять пассажирские авиаперевозки ещё в советское время, а в 1990-е годы были закрыты окончательно; территория Ходынского поля в середине 2000-х была застроена.
По состоянию на 2010-й год доля аэропортов московского авиаузла в общем объёме перевозок пассажиров в России составила около 55 %.
Аэропорт Домодедово в 2010 году перевёз 22,254 млн пассажиров,
Шереметьево — 19,329 млн,
Внуково — 9,46 млн. По суммарному пассажирообороту московский авиаузел (свыше 64 млн пассажиров в год) входит десятку крупнейших авиаузлов мира.
Аэропорты Внуково и Шереметьево управляются госкомпаниями, аэропорт Домодедово — частной группой «Ист Лайн».
Основной проблемой всех аэропортов в середине 2000-х годов стало увеличение их пропускной способности, строительство железнодорожных веток, повышающих их транспортную доступность, привлечение к себе крупных игроков формирующегося рынка авиаперевозок.
Военный аэродром «Чкаловский» с начала XXI века стал принимать чартерные пассажирские авиарейсы, в том числе и международные; на его территории (по состоянию на 2009 год) строится новый пассажирский терминал[уточнить].
В 2000 году на базе военного аэродрома вблизи подмосковной Щербинки был открыт гражданский аэропорт Остафьево — базовый аэропорт авиакомпании Газпром авиа.
Поскольку с конца 1990-х годов прекратилось выполнение регулярных авиарейсов из аэропортов областей центра европейской части России (Тверская, Смоленская, Рязанская, Тульская, Калужская, Орловская, Владимирская области), жителям этих регионов ныне приходится пользоваться московскими аэропортами.
С конца 2010 года входивший в узел 4-й основной аэропорт — Быково — был закрыт.
В 2016 году в состав узла вошёл новооткрытый 4-й основной международный аэропорт Жуковский.

## Характеристики аэропортов
Аэропорт Быково в настоящее время выведен из эксплуатации, аэропорт Остафьево используется авиакомпанией «Газпром авиа» для выполнения корпоративных и регулярных рейсов.
Объёмы перевозок из аэропорта Внуково сократились примерно вдвое по сравнению с концом 1970-х: часть международных рейсов ещё в советское время была переведена в Шереметьево, внутренние авиаперевозчики перебазировались в Домодедово в начале 2000-х. Аэропорт сейчас используется в основном для выполнения чартерных и корпоративных рейсов, является основным для таких перевозчиков как «Газпром авиа» и «ЮТэйр». Однако в 2010-х годах в аэропорт перешли авиакомпании «Turkish Airlines», частично «Lufthansa» и «Трансаэро».
Аэропорт Домодедово в советское время использовался исключительно для внутренних рейсов, а по состоянию на 2012 год на долю внутренних рейсов приходилось около 41 % отправлений, на международные рейсы — около 59 %. В начале 2000-х годов аэропорт был полностью реконструирован. Крупнейшими авиаперевозчиками, использующими Домодедово, являются «S7 Airlines» и «ВИМ-Авиа», на которых приходится около 40 % всех рейсов. Аэропорт является московским хабом для альянсов Star Alliance и Oneworld.
Аэропорт Шереметьево является первым по величине в России, базовым для «Аэрофлота». На рейсы в страны дальнего зарубежья приходится 66 % пассажиропотока (по итогам 2012 года). Крупнейшими эксплуатантами являются «Аэрофлот», «Nordwind Airlines», «Оренбургские авиалинии», «AirBridgeCargo». Крупнейшие зарубежные авиакомпании — «Air France», «KLM», «Alitalia», «Air China», «Air Astana». Шереметьево является московским хабом для альянса SkyTeam.
Существуют планы коренной реконструкции военного аэродрома Ступино (на юге Московской области) и создания там крупного грузового аэропорта.
В 2011 году Росавиация разработала перспективную структуру организации воздушного пространства в московском авиационном узле, которая позволит увеличить пропускную способность столичных аэропортов в 2 раза. В частности, Домодедово сможет обслуживать 96 взлётно-посадочных операций в час вместо 45 в настоящее время, Шереметьево — 58 (вместо нынешних 35) и Внуково — 52 (вместо 32).
До конца 2014 года предполагалось проведение реконструкция военного аэродрома Ермолино (Калужская область) и создания на его основе московского аэропорта для бюджетных авиакомпаний. Авиакомпания UTair вела переговоры для привлечения инвестиций в Ермолино на сумму 6 млрд рублей. Предполагалось, что пропускная способность аэропорта составит 6 млн пассажиров в год. UTair была намерена базировать в Ермолино около 20 самолётов Airbus A320. При открытии движения железнодорожного аэроэкспресса время поездки от Москвы до Ермолино могло составить около полутора часов. Дальнейшее планирование проекта было прекращено, предположительно, по причине чрезмерной удалённости аэродрома от МКАД.
Аэропорт Жуковский выделяется малой площадью аэровокзала и скромным пассажиропотоком.